# Гилгит-Балтистан
Гилгит-Балтистан (урду: گلگت بلتستان) је аутономна територија у саставу Пакистана. У географском смислу, ово подручје је део регије Кашмир. Главни град територије је Гилгит.

## Историја
Од 1947. до 1970. подручје је било део пакистанске територије Азад Кашмир. Територија је постала посебна управна јединица Пакистана 1970. године и првобитно се звала Северна Подручја. 2009. године територија добија аутономију и садашње име.

## Демографија
Већински народ територије је индоаријски народ Шина који чини око 60% становништва и који насељава Гилгит и околна подручја. У подручју Балтистан живи сино-тибетски народ Балти. Остале етничке групе региона су углавном индоаријског или иранског порекла, изузев народа Буриши, чији језик није сродан ни једном другом језику.
Доминантна религија је ислам, а становништво регије је подељено на шиитску и сунитску секту.